# Sundby (Lolland)
Sundby és una població amb 2.797 habitants (2015) que es troba a la costa est de Dinamarca a l'illa de Lolland. Formava part de la municipalitat de Nykøbing Falster fins a la seva fusió el 2007, des d'aleshores, forma part del Municipi de Guldborgsund a la regió de Zealand.
Compta amb un museu sobre l'època medieval, Middelaldercentret (El centre de l'Edat Mitjana)